# ART+BEAT
『ART+BEAT』（アートビート）は、2008年9月10日に発売されたDe-LAXのアルバム。通算7枚目のオリジナルアルバムである。発売元はユニバーサルミュージック。

## 解説
- 本作は、ユニバーサルミュージックレーベルからの作品発表となる。
- 活動再開後、初のオリジナルアルバム。De-LAXのアルバム作品としては、前作『Best of De+LAX』から約7年ぶり、オリジナルアルバムとしては、6thアルバム『RenaiSSance』から、実に9年ぶりのリリースとなった。また、ベストアルバム『"20th Anniversary Premium Collection"』と、同時発売された。
- De-LAXのオリジナルアルバムで、シングル曲が収録されなかった唯一のオリジナルアルバムである。
- DVDには、年代別のマンスリー企画として行ったコンサートツアー『D+X 20th Anniversary Tokyo 3 Days』のうち、2008年5月31日の新宿LOFT公演のライブの中から、9曲が収録されている。なお、完全収録はされていない。
- ベストアルバム『"20th Anniversary Premium Collection"』と同時購入した人の特典として、アルバムツアー『D+X 20th Anniversary Tour '08 "ART BEAT MANIFESTO"』のファイナル公演である2008年11月8日の恵比寿LIQUIDROOM公演のライブとバックステージに参加できる応募券がついていた。

## ツアー
- このアルバムと、ベストアルバム『"20th Anniversary Premium Collection"』の2作のアルバムをひっさげ、アルバムツアー『D+X 20th Anniversary Tour '08 "ART BEAT MANIFESTO"』を行った。また、翌年の2009年には、コンサートツアー『ART+BEAT GO-GO AHEAD』も行った。なお、この頃のライブの模様は映像化は現在もされてない。

## 今ライブのライブ会場
- 太文字が今回映像化されたライブである。

| 開催日時 | 会場                                 |
| -------- | ------------------------------------ |
| 3月29日  | 新宿MARZ -SENSATIONAL 80'S-          |
| 4月26日  | 原宿アストロホール -90'S REVOLUTION- |
| 5月31日  | 新宿LOFT -OVER THE CENTURY-          |

## セットリスト
- 映像化されたライブ当日のセットリストは以下の通り。

1. beat'N'message
2. MOVE ON UP
3. GLOBAL STREET
4. MAYBE SUNDAY
5. PASSION ～情熱の夜明け～
6. GREEN FLASH
7. WEEKEND
8. darkOrange
9. Freeze
10. UNIVERSAL ZERO
11. PSYCHO PARTY
12. SHA-LA-LA
13. SPIRITS A GO-GO
14. MIDNIGHT RIPPER
15. CRAZY BOY
16. WAR DANCE
17. TONIGHT
18. POP IS MY LIFE
19. BLUE HEART LOVER
20. CANDY
21. NEUROMANCER

## 収録曲

### CD
- 全曲 編曲:De-LAX

| #         | タイトル                   | 作詞           | 作曲      | 時間  |
| --------- | -------------------------- | -------------- | --------- | ----- |
| 1.        | 「UNIVERSAL ZERO」         | 宙也           | 鈴木正美  | 3:47  |
| 2.        | 「アネモネ」               | 宙也           | 鈴木正美  | 3:43  |
| 3.        | 「ART BEAT MANIFESTO」     | 宙也           | 鈴木正美  | 3:26  |
| 4.        | 「BRILLIANT DREAM」        | 宙也・榊原秀樹 | 榊原秀樹  | 3:41  |
| 5.        | 「KIRA KIRA -愛の惑星-」   | 宙也           | 鈴木正美  | 4:24  |
| 6.        | 「LIZARD 69 HEAVEN」       | 宙也           | De-LAX    | 4:27  |
| 7.        | 「PRECIOUS SWEETS」        | 宙也           | 榊原秀樹  | 5:11  |
| 8.        | 「PASSION -情熱の夜明け-」 | 宙也           | 鈴木正美  | 4:15  |
| 9.        | 「SILENT BLUE」            | 宙也           | 榊原秀樹  | 3:53  |
| 10.       | 「ヒマワリ」               | 宙也・鈴木正美 | 榊原秀樹  | 3:58  |
| 合計時間: | 合計時間:                  | 合計時間:      | 合計時間: | 38:45 |

### DVD
| #  | タイトル             | 作詞                       | 作曲               | 編曲             |
| -- | -------------------- | -------------------------- | ------------------ | ---------------- |
| 1. | 「PSYCHO PARTY」     | 宙也                       | 鈴木正美           | De-LAX           |
| 2. | 「SPIRITS A GO-GO」  | 宙也・京極輝男・高橋まこと | 鈴木正美           | 鈴木正美・De-LAX |
| 3. | 「MIDNIGHT RIPPER」  | 宙也                       | 鈴木正美           | De-LAX           |
| 4. | 「CRAZY BOY」        | 宙也                       | 榊原秀樹           | De-LAX           |
| 5. | 「WAR DANCE」        | 宙也                       | 榊原秀樹・鈴木正美 | De-LAX           |
| 6. | 「POP IS MY LIFE」   | 宙也                       | 鈴木正美           | De-LAX           |
| 7. | 「BLUE HEART LOVER」 | 宙也                       | 鈴木正美           | De-LAX           |
| 8. | 「CANDY」            | 宙也                       | 鈴木正美           | De-LAX           |
| 9. | 「NEUROMANCER」      | 宙也                       | 鈴木正美           | 鈴木正美・De-LAX |

## 曲解説

### CD
- 全曲 編曲:De-LAX

1. UNIVERSAL ZERO (3:47)
  - 作詞:宙也、作曲:鈴木正美

映像化された5月31日の新宿LOFTのライブでは、このアルバムの発売に先駆けて、本楽曲が初めて演奏された。
2. アネモネ (3:43)
  - 作詞:宙也、作曲:鈴木正美
3. ART BEAT MANIFESTO (3:26)
  - 作詞:宙也、作曲:鈴木正美

本作に収録されている楽曲の中で、一番演奏時間が短い楽曲となっている。
7月13日の渋谷AXで行われたライブ『D+X 20th Anniversary Extra Festa!!』では、このアルバムの発売に先駆けて、本楽曲が初めて演奏された。
4. BRILLIANT DREAM (3:41)
  - 作詞:宙也・榊原秀樹、作曲:榊原秀樹

作詞は宙也と榊原秀樹の共作で、2人で作詞を担当した曲は、本楽曲が初めてのこととなった。
5. KIRA KIRA -愛の惑星- (4:24)
  - 作詞:宙也、作曲:鈴木正美
6. LIZARD 69 HEAVEN (4:27)
  - 作詞:宙也、作曲:De-LAX

この曲の作曲の表記が、6thシングル「TONIGHT」及び、5thアルバム『Our Favourite Roads』以来となる、De-LAX表記となっている。
7. PRECIOUS SWEETS (5:11)
  - 作詞:宙也、作曲:榊原秀樹

本作に収録されている楽曲の中で、一番演奏時間が長い楽曲となっている。
8. PASSION -情熱の夜明け- (4:15)
  - 作詞:宙也、作曲:鈴木正美

映像化された5月31日の新宿LOFTのライブでは、このアルバムの発売に先駆けて、本楽曲が初めて演奏された。
9. SILENT BLUE (3:53)
  - 作詞:宙也、作曲:榊原秀樹
10. ヒマワリ (3:58)
  - 作詞:宙也・鈴木正美、作曲:榊原秀樹

作詞は、宙也と鈴木正美の共作で、2人で作詞を担当した曲は、4thアルバム『EMOTIONAL MARKET』に収録されている「ROCK & FREEDOM」以来、約17年ぶりとなる。

### DVD
1. PSYCHO PARTY
2. SPIRITS A GO-GO
3. MIDNIGHT RIPPER
4. CRAZY BOY
5. WAR DANCE
6. POP IS MY LIFE
7. BLUE HEART LOVER
8. CANDY
9. NEUROMANCER